# Eduard Reventlow
Eduard Vilhelm Sofus Christian lensgreve Reventlow (28. november 1883 på Christianslund – 26. juli 1963 på Tirsbakke i Tibirke Bakker) var dansk gesandt i London i tiden op til den tyske besættelse. Han fristillede sig selv efter Danmarks besættelse, nu kun værende "fri" gesandt for et frit Danmark.
Han var søn af hofjægermester, greve Christian Benedictus Reventlow (død 1922) og hustru Sophie f. Schjær (død 1924). Gift (4. november 1910) med Else f. Bardenfleth, f. 2. januar 1884 i København, datter af kammerherre, kontreadmiral Frederik Bardenfleth og hustru Ida Bardenfleth.
Han blev student fra Roskilde Katedralskole 1901, cand.jur. 1908, ansat i Udenrigsministeriet 1909, assistent 1913, legationssekretær i London samme år, legationssekretær til tjeneste i Udenrigsministeriet 1919, kontorchef samme år, afdelingschef 1921, kst. som direktør 1922, direktør 1923, gesandt i Stockholm 1932, i London 1938, afskediget 1942 og genansat 1945. Han var efter krigen ambassadør i London 1947-1953, medlem af det dansk-svenske, det dansk-tjekkoslovakiske og det nederlandsk-rumænske stående forligsnævn og medlem af den permanente voldgiftsdomstol i Haag. Har skrevet: I Dansk Tjeneste.
Han bar Storkors i diamanter af Dannebrogordenen, Dannebrogsmand og dekoreret med talrige udenlandske ordener.
Han opførte i 1936-37 sommervillaen "Tirsbakke" (arkitekt Ole Falkentorp) i Tibirke Bakker.

## Børn
| + | 1. Sybille Malvina Lonny Reventlow f. 24 aug. 1912, København, Sokkelund Herred, Københavns Amt, Danmark d. 21 aug. 1998, København, Sokkelund Herred, Københavns Amt, Danmark (Age 85 år)                               |
| + | 2. Christian Benedict Frederik Reventlow f. 31 okt. 1915, nr 58 Chepstow Villas, Notting Hill, London W11 2QX, England d. 2 aug. 1984, Skovridergården, Støvring Sogn, Støvring Herred, Randers Amt, Danmark (Age 68 år) |
| + | 3. Henning Detlev Åge Einar Reventlow f. 12 jan. 1922, Ahlefeldtsgade 16 2 sal, København, Sokkelund Herred, Københavns Amt, Danmark d. 19 apr. 1990, Rinkenæs, Gråsten, Danmark, (Age 68 år)                            |